# جنرال إلكتريك جي إي 93
جنرال إلكتريك جي إي 93 هو محرك مروحة عنفية تحت التطوير من قبل جنرال إلكتريك للطيران.